# Kálmáncsa
Kálmáncsa község Somogy vármegyében, a Barcsi járásban.

## Fekvése
Szigetvártól északnyugatra, Szulok, Istvándi, Homokszentgyörgy és Merenye közt fekszik. Zsáktelepülés, mely szilárd burkolatú úton csak nyugati irányból, Szulok felől közelíthető meg, a 6623-as útból leágazó 66 161-es úton. Utóbbi végpontja, a kiágazásától számítva közel 11 kilométer után a községhez tartozó, a központtól északkeletre fekvő Lajosházapuszta településrész északi részén található.

## Története
Kálmáncsa, középkori nevén Kálmán-Csehi, Kálmán-Király-Csehi Árpád-kori település. Nevét már 1193-ban említette oklevél. Ekkor a Győr nemzetségbeli Mór mosoni ispánt is a környék birtokosaként említették. 1280-ban mint a segösdi kerülethez tartozó királyi birtok volt említve. Ekkor kapta Kun Erzsébet magyar királynétól Panyit fia Jakab, de a királyné néhány év múlva megfosztotta őt itteni birtokaitól. Ezután Panyit fia a helységre támadt és földig lerombolta azt. A királyné később mégis  megbocsátott neki és 1288-ban visszaadta Csehit, majd 1298-ban III. András magyar király is megerősítette Jakab mestert Csehi birtokában. Később ismét a segösdi királyi uradalom tartozékai között volt említve.
1327-ben, mikor I. Károly király, mikor László fia eljegyezte János cseh király leányát, Annát, nászajándékul Csehit kötötte le neki. 1395-ben Marczali Dénes nyerte adományul. Ekkor már városi kiváltságokat élvezett. 1455-ben már említették Szent Szűz tiszteletére szentelt templomát, 1480-ban pedig Mindenszentek tiszteletére szentelt temploma volt említve. 1474-ben Marczali László és neje, Báthori Kató, örökösödési szerződésben Báthori Istvánnak és testvéreinek vallották be. 1495-ben a Báthori család nyerte adományul II. Ulászló királytól. 1536-ban Pekry Lajos, 1550-ben Báthori András volt a birtokosa.
Az 1554 évi török kincstári fejadólajstrom feljegyzései szerint a város a következő részekből állt: Filep-utcai városrész 35 házzal, nagyutcai városrész 24 házzal, érsekutcai városrész 17 házzal, kisutcai városrész 10 házzal, Patacsi-utcai városrész 16 házzal, gyöngyösutcai városrész 10 házzal. 1565-1566-ban 160, öt évvel később; 1571-ben pedig 220 házat írtak benne össze. 1598-1599-ben Nádasdy birtok; Nádasdy Ferenc volt a földesura. 1660-ban a pannonhalmi dézsmaváltságjegyzék szerint Szent György várának tartozéka volt. 1677-ben I. Lipót király Széchenyi György kalocsai érseknek adományozta. Az 1715-ös összeíráskor már csak 13 háztartása volt és gróf Széchenyi Zsigmondé, a 20. század elején pedig gróf Széchenyi István és László volt a birtokosa. 1891-ben a Széchenyi család; gróf Széchenyi Imre építtette az itt álló kastélyt is.
A 20. század elején Somogy vármegye Barcsi járásához tartozott.
1910-ben 1410 lakosából 1399 magyar, 8 német volt. Ebből 685 római katolikus, 709 református, 12 izraelita volt.

## Közélete

### Polgármesterei
- 1990–1994: Somlai Lajos (független)[3]
- 1994–1998: Farkas László (MSZP)[4]
- 1998–2002: Farkas László (független)[5]
- 2002–2006: Nagy Józsefné (független)[6]
- 2006–2010: Nagy Józsefné (független)[7]
- 2010–2014: Nagy Józsefné (független)[8]
- 2014–2019: Peperő Rózsa (független)[9]
- 2019–2024: Peperő Rózsa (független)[10]
- 2024– : Peperő Rózsa (független)[1]

## Népesség
A település népességének változása:
| Lakosok száma | 654  | 638  | 631  | 566  | 515  | 524  | 526  |
|               | 2013 | 2014 | 2015 | 2021 | 2022 | 2023 | 2024 |

A 2011-es népszámlálás során a lakosok 82,9%-a magyarnak, 0,2% bolgárnak, 8,9% cigánynak, 0,3% horvátnak, 0,5% németnek mondta magát (17,1% nem nyilatkozott; a kettős identitások miatt a végösszeg nagyobb lehet 100%-nál). A vallási megoszlás a következő volt: római katolikus 52,8%, református 13,2%, felekezet nélküli 9,8% (23,7% nem nyilatkozott).
2022-ben a lakosság 81,7%-a vallotta magát magyarnak, 3,9% cigánynak, 1,9% németnek, 0,6% szlovénnek, 0,2% szlováknak, 1,6% egyéb, nem hazai nemzetiségűnek (17,7% nem nyilatkozott; a kettős identitások miatt a végösszeg nagyobb lehet 100%-nál). Vallásuk szerint 36,5% volt római katolikus, 9,1% református, 0,6% egyéb keresztény, 0,2% egyéb katolikus, 8% felekezeten kívüli (45,6% nem válaszolt).

## Nevezetességei
- Református temploma 1828-ban épült klasszicista stílusban, ma műemléki védelem alatt áll.[13]
- A Nyilasi-kútban a legenda szerint egykor török fegyvereket rejtettek el.[14]
- A Várhegyen („Várhögy”) a szigetvári várkapitánynak volt birtoka, ahova a török fenyegetés miatt földvárat építtetett. A község legmagasabb pontja a Látó-domb, ami egykor nemesi őrhely volt.[14]
- A település szociális otthona az egykori Széchenyi-kastélyban működik.[14]